# Bendi
Le bendi, ou mabendi, est une langue soudanienne centrale peu attestée du nord-est de la République démocratique du Congo dans le territoire de Djugu en Ituri.

## Sources
- (en) Oswald Liesenborghs, « Over taal en oorsprong der Mabendi », Congo, no 15,‎ 1934, p. 35-38